# آروندل
latitudeآروندلlongitudeآروندل
آروندل (به انگلیسی: Arundel) یک شهرک در بریتانیا است که در انگلستان واقع شده‌است.

## خصوصیات
آروندل ۱۲٫۱۳ کیلومترمربع مساحت و ۳٬۴۷۵ نفر جمعیت دارد.